# Зоричі
Зоричі (біл. вёска Зорічі) — село в складі Борисовського району Мінської області, Білорусь. Село підпорядковане Велятичівській сільській раді, розташоване в північно-східній частині області.